# Orlová-Město
Orlová-Město je místní část slezského města Orlová. Bývalá centrální část Orlové byla po připojení Lazů, Poruby a Horní Lutyně označena jako Město. Část města má přibližně 1 100 obyvatel.

## Popis
Orlovští nazývají Orlovou-Město zlidovělým názvem „Jednička“ a nebo „Staré Město“ či „Stará Orlová“.[zdroj?] Dávno však již není centrem Orlové, je pouze torzem bývalého města. Orlová-Město má několik částí (Střed, Kopaniny, Mezilesí, Dvě hranice, Obroky, Pod Lipou, Muhsam, Olšovec, Zimný Důl, Kamenec, Cihelna, Klášterní kolonie), jedná se převážně o čtvrti mající charakter domkářských osad – kromě Středu s náměstím, zámeckým parkem, kostelem a části bývalé hlavní třídy (postupně nazývané Haupt Strasse, Masarykova třída, Piłsudskiego ulica, A. Hitler Strasse, Gottwaldova třída, dnes ul. Petra Cingra).
Orlová-Město má rozvolněnou a velmi řídkou zástavbu, neboť se zde po druhé světové válce začaly demolice kvůli poddolování. Dokonce se uvažovalo o vymazání města z mapy a odstěhování obyvatel do okolních obcí. Díky připojení Horní Lutyně k Orlové vznikla myšlenka vybudovat panelové sídliště a nastěhovat sem většinu obyvatel. Většina služeb se přesouvala na novou část města, avšak některé služby musely být zcela odstraněny. Například železniční stanice Orlová, ležící na Košicko-bohumínské dráze, byla s ostatními zastávkami mezi Bohumínem a Loukami nad Olší (mimo tyto stanice) zrušeny v roce 1967 i přes masivní nesouhlas obyvatelstva a z velké většiny nahrazeny autobusy, přičemž již v roce 1963 došlo k odklonu rychlíků přes Dětmarovice. Také zanikla tramvajová dráha v celém okrese Karviná, která vedla přes Orlovou a Horní Lutyni včetně.

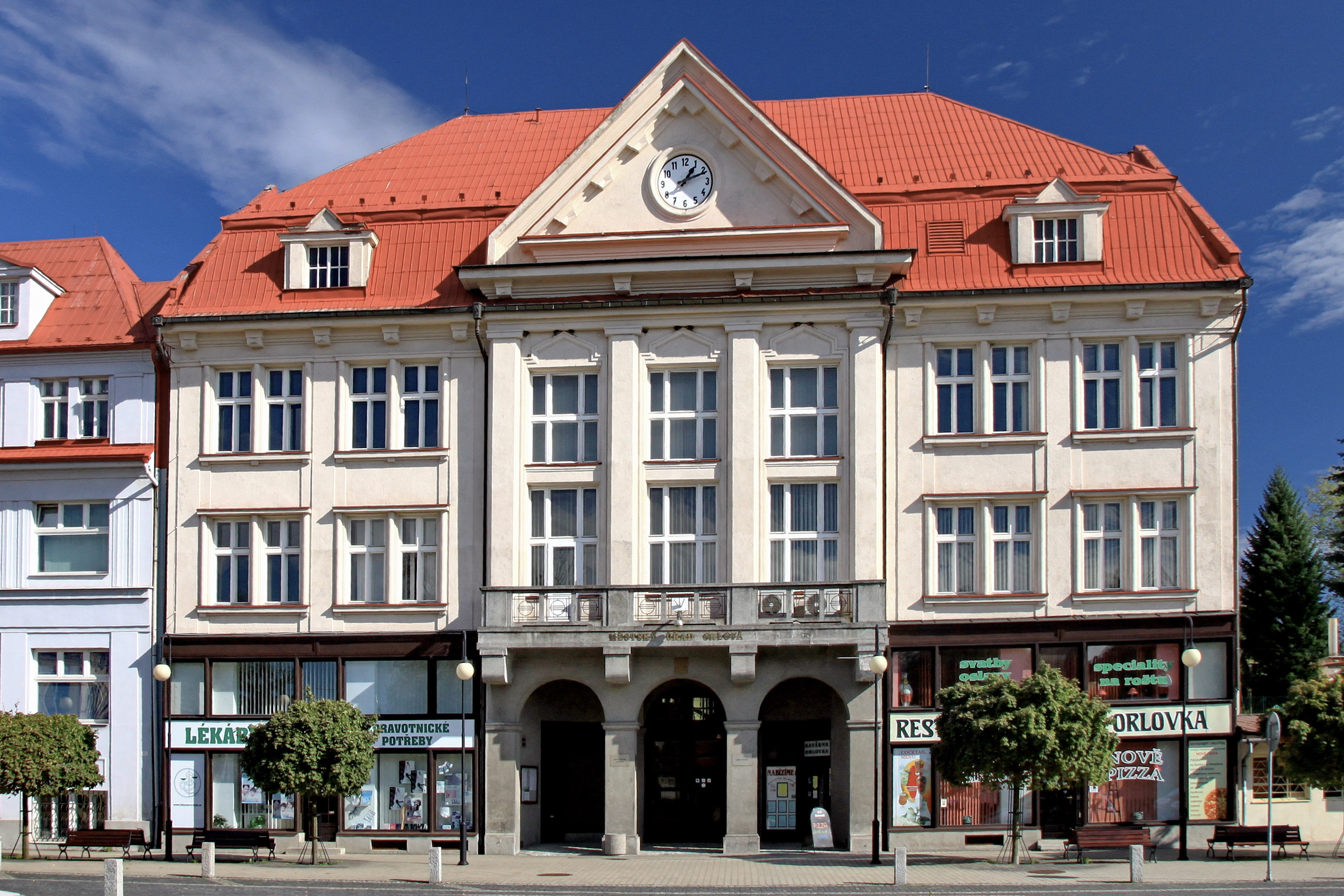
Radnice

Z hlediska občanské vybavenosti je zde radnice (odbor životního prostředí a výstavby), pošta, centrální hřbitov, smuteční síň, domov s pečovatelskou službou Altenheim, mateřská škola, poliklinika, sbor dobrovolných hasičů, MHD, obchody a služby (v omezené míře) nebo rekreační Restaurant letiště.

## Příroda
Této části města vévodí především parky (Zámecký a Gorkého) a rekultivovaná krajina s městskými lesy (Krajčok, Pohřebjanka), které jsou velmi významným ekoprvkem v jinak průmyslové krajině. Největší z lesů Krajčok, zaujímající téměř třetinu rozlohy celé Orlové, se pyšní řadou památných stromů, slouží jako oddechový příměstský les (jeho severní část v Horní Lutyni slouží jako lesopark). Tato část města je protkána rameny potůčků „stružek“ (Doubravská – Orlovská – Petřvaldská – Rychvaldská Stružka), přičemž se do Rychvaldské stružky vlévá říčka Zimovudka (zimná – studená voda). Rychvaldská stružka tak všechny orlovské vody odvádí kolem porubských rybníků (součást Slezské rybniční soustavy od 17. století), z nichž dále za rychvaldským zámkem putuje jako Vrbická Stružka až do řeky Odry v Bohumíně.

## Kulturní památky a zajímavosti

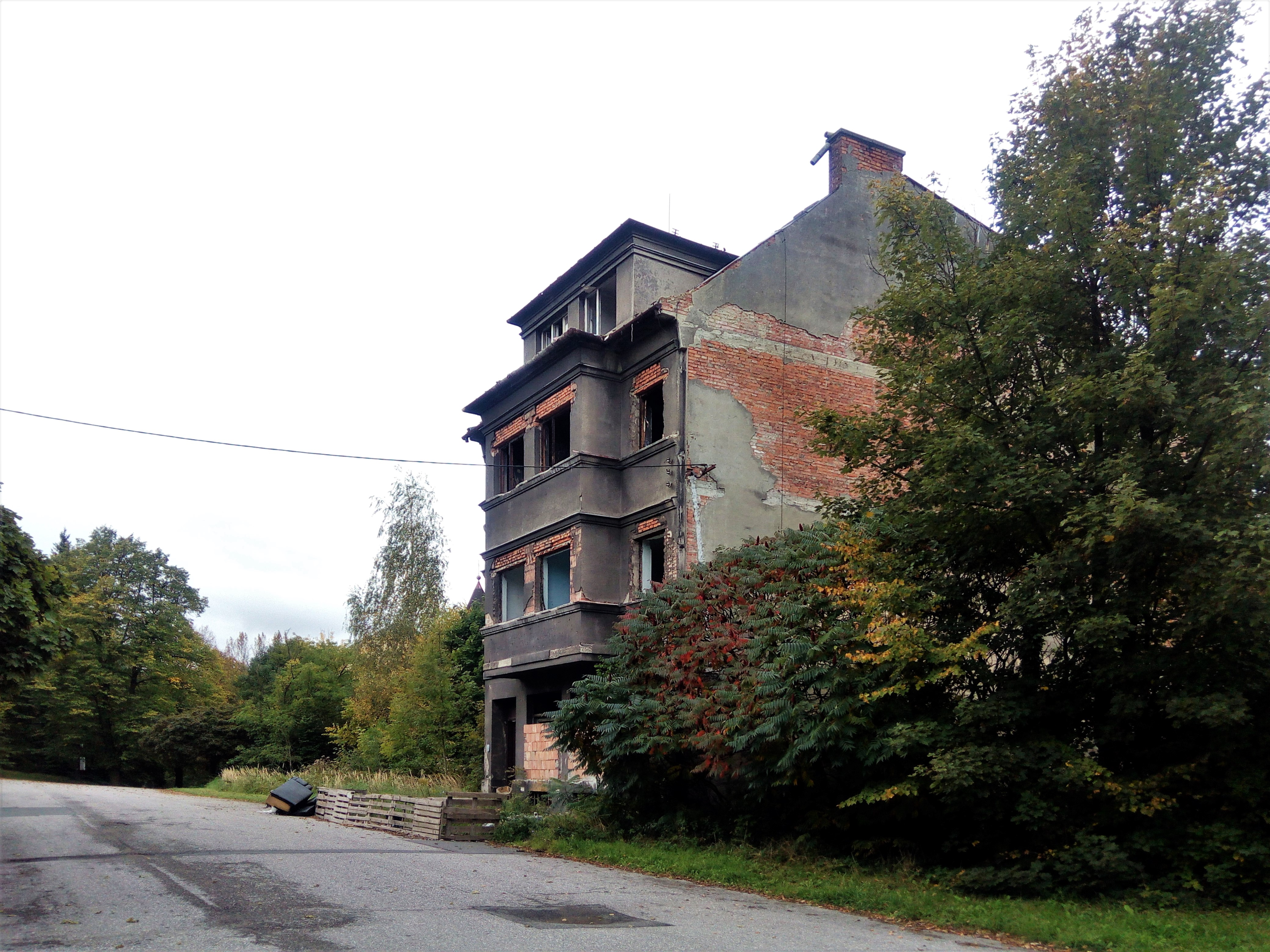
Pozůstatky původní zástavby (ulice Palackého)

Jádrová oblast Orlové-Města s šedesáti čísly popisnými je zařazena do tzv. ochranného památkového pásma. Mezi nejvýznamnější památky bezesporu patří chrám Narození Panny Marie, evangelický kostel Krista (Slezská církev evangelická Augsburského vyznání), Husův dům (Českobratrská církev evangelická), radnice, městská poliklinika, bývalá církevní škola řádu sester Karla Boromejského (budova je lidově nazývaná „klášter“), orlovská Harenda (dnes již nestojí kvůli poddolování), památník obětem „orlovské stávky“ z roku 1925, památník padlých při Sedmidenní válce o Těšínsko na hřbitově, budova bývalé Městské spořitelny a další.
Kolorit současné čtvrti dotváří řada výduchů metanu a odvětrávacích stanic, které ze starých důlních děl odsávají důlní plyny.

## Zapomenutá Orlová
Zapomenutá Orlová je studentský projekt v podobě historické naučné stezky vytvořený v rámci participativního rozpočtu města Orlové s cílem zvýšení turismu a předání informací o historických památkách bývalého centra města. V rámci projektu vzniklo 12 informačních cedulí na území Orlové-Města, webová stránka s instalovatelnou aplikací a série bodů do outdoorových her Geocaching a Munzee. Slavnostní otevření proběhlo dne 8. 4. 2021.

### Seznam lokalit
1. Vlakové nádraží
2. Kostel Narození Panny Marie
3. Zámecký park a bývalý zámek
4. Dělnický dům
5. Polské gymnázium Juliusze Słowackiego
6. Židovský templ
7. Evangelický kostel
8. České gymnázium
9. Věčný oheň
10. Husův dům
11. Pomník padlým za Těšínsko
12. Důl Žofie